# L.O.R.D: Legend of Ravaging Dynasties 2
L.O.R.D: Legend of Ravaging Dynasties 2 (chino tradicional: 爵跡 2, chino simple: 爵迹 2, mandarín: Jue ji 2, también conocida como L.O.R.D 2), es una película de animación de fantasía china que fue estrenada el 4 de diciembre de 2020.
La película es la secuela de L.O.R.D: Legend of Ravaging Dynasties (2016).

## Personajes

### Personajes principales

#### The Righteous
| Actor                      | Personaje       | Ocupación                                                                    |
| -------------------------- | --------------- | ---------------------------------------------------------------------------- |
| Kris Wu                    | Yin Chen        | Es el señor del 7.º grado y ex-discípulo del señor de 1.er grado, Gilgamesh. |
| Chen Xuedong (Cheney Chen) | Qi Ling         | Es el discípulo del señor de 7.º grado, Yin Chen.                            |
| Lin Yun                    | Tianshu You Hua | Es la discípula e hija del señor del 6.º grado, está enamorada de Qi Ling.   |
| Wang Duo                   | Qi La           | Es el señor de 3er. grado.                                                   |
| Roy Wang                   | Silver Priest   | Es uno de los sacerdotes de plata.                                           |
| Karry Wang                 |                 |                                                                              |

#### The Corroders
| Actor        | Personaje           | Ocupación                                          |
| ------------ | ------------------- | -------------------------------------------------- |
| William Chan | You Ming - "Nether" | Es el señor de 2.º grado y la pareja de Thalia.    |
| Amber Kuo    | Thalia              | Es la señora de 4.º grado y la pareja de You Ming. |
| Jackson Yee  |                     |                                                    |

## Música
El Soundtrack de la película está conformada por:
| No. | Artista    | Canción | Escritores             | Compositora  | Notas               |
| --- | ---------- | ------- | ---------------------- | ------------ | ------------------- |
| 1   | Jane Zhang | "就算"  | Guo Jingming y Luo Luo | Taku Iwasaki | (canción de inicio) |

## Producción
En mayo del 2018 se anunció que L.O.R.D: Legend of Ravaging Dynasties estrenada en el 2016, tendría una secuela titulada "L.O.R.D: Legend of Ravaging Dynasties 2".
La película fue dirigida y escrita por Guo Jingming, y está basada en su novela de fantasía, L.O.R.D. Originalmente se esperaba que la película fuera estrenada el 6 de julio del 2018 en China, sin embargo en junio se anunció que el estreno había sido aplazado para el 2019 debido a razones de producción.
Originalmente la actriz Fan Bingbing volvería a interpretar al personaje principal femenino Guishan Lian Quan, la discípulo del señor del 5.º grado; sin embargo, debido a que la actriz se enfrentó a fuertes problemas por evasión fiscal (lo que ocasionó que fuera detenida y liberada al pagar una fuerte multa), las autoridades chinas ordenaron a la industria que le prohibieran temporalmente aparecer en cualquier medio relacionado con el entretenimiento, esto incluyendo dramas y películas que ya había filmado. Es por esto, que la película que había sido programada para ser estrenada en el 2018, tuvo que ser pospuesta hasta nuevo aviso. Finalmente después de dos años, en noviembre del 2020 se anunció que la película sería estrenada el 4 de diciembre del mismo año. Finalmente en diciembre del 2020 se anunció que todas las escenas donde Binbing había aparecido, habían sido cortadas o editadas.